# R.O. Morris
Reginald Owen Morris, né le 3 mars 1886 - mort le 14 décembre 1948 à Londres, presque toujours cité dans les sources et désigné même par ses amis par ses initiales « R.O. Morris », est un compositeur britannique dont les compositions ont été éclipsées par sa formidable réputation en tant que professeur.

## Biographie
Né à York, il est formé à la Harrow School, au New College (Oxford) et au Royal College of Music (RCM) à Londres, où il devient par la suite professeur de contrepoint et de composition. Au déclenchement de la Première Guerre mondiale, il s'engage dans le Duke of Cornwall's Light Infantry avec ses amis George Butterworth et Geoffrey Toye. Il se fait connaître en tant que professeur exceptionnel de contrepoint et rédige plusieurs textes dont Introduction to Counterpoint (Oxford 1944), Contrapuntal Technique in the Sixteenth Century (Oxford, 1922), Foundations of Practical Harmony and Counterpoint, volume 1 de The Oxford Harmony (1946), et The Structure of Music (Oxford, 1935). En 1926, il enseigne au Curtis Institute à Philadelphie. En février 1915 il épouse Emmie Fisher et devient de ce fait le beau-frère de Vaughan Williams qui est le mari de sa sœur Adeline.
Parmi les élèves de Morris figurent les compositeurs Gerald Finzi, Michael Tippett, Constant Lambert, Robin Milford, Anthony Milner, Edmund Rubbra, Bernard Stevens et Jean Coulthard. Comme compositeur, il écrit des symphonies et autres œuvres pour orchestre complet ou orchestre à cordes, pour quatuor à cordes, voix solo, orchestre de chambre avec instruments à vent, ainsi qu'avec voix.

## Source
- (en) Cet article est partiellement ou en totalité issu de l’article de Wikipédia en anglais intitulé « R. O. Morris » (voir la liste des auteurs).